# Arthur Rosson
Arthur Rosson (24 de agosto de 1886 – 17 de junio de 1960) fue un director y actor cinematográfico de nacionalidad británica. Dirigió un total de 61 filmes rodados entre 1917 y 1948. Además, trabajó en diferentes películas de prestigio como director de segunda unidad hasta 1960, particularmente bajo las órdenes de Cecil B. DeMille.

## Biografía
Su nombre completo era Arthur Henry Rosson, y nació en Pau, Francia, siendo el primer hijo de dos británicos, el entrenador de jockeys Arthur Richard Rosson (1857-1935) y su esposa, Hellen Rochefort (1860-1933). 
Varios hermanos de Rosson se dedicaron también a la industria cinematográfica: Harold Rosson (1895 – 1988) fue un camarógrafo cinematográfico nominado a un Premio Oscar; Helene Rosson (1897 – 1985) y Queenie Rosson (1889 – 1978) fueron actrices de cine mudo, y Richard Rosson fue actor y director.
Rosson se inició en el cine como actor, siendo su primer film una producción rodada en 1912 por Vitagraph Studios. Además de director, tuvo también una larga trayectoria como ayudante de dirección, la cual inició en el cine mudo y finalizó en 1960 con la película Heller in Pink Tights, interpretada por Sophia Loren y dirigida por George Cukor.
Arthur Rosson falleció en Los Ángeles, California, en 1960. Fue enterrado en el Cementerio Hollywood Forever, en Hollywood.

## Filmografía

### Director (parcial)
- A Successful Failure (1917)
- Her Father's Keeper (1917)
- The Man Who Made Good (1917)
- American - That's All (1917)
- Grafters (1917)
- Cassidy (1917)
- A Case at Law (1917)
- Headin' South, codirigida con Allan Dwan (1918)
- One Hundred Percent American (1918)
- Married in Haste (1919)
- The Coming of the Law (1919)
- Sahara (1919)
- Rough-Riding Romance (1919)
- A Splendid Hazard (1920)
- Garrison's Finish (1923)
- You'd Be Surprised (1926)

### Ayudante de dirección (parcial)
- Panthea, de Allan Dwan (1917)
- The Knickerbocker Buckaroo, de Albert Parker (1919)
- El rey de reyes, de Cecil B. DeMille (1927)
- Viva Villa!, de Jack Conway (1934)
- The Plainsman, de Cecil B. DeMille (1936)
- The Buccaneer, de Cecil B. DeMille (1938)
- Unión Pacífico, de Cecil B. DeMille (1939)
- Kit Carson, de George B. Seitz (1940)
- Policía montada del Canadá, de Cecil B. DeMille (1940)
- I Wanted Wings, de Mitchell Leisen (1941)
- Ball of Fire, de Howard Hawks (1941)
- Reap the Wild Wind, de Cecil B. DeMille (1942)
- Viviendo su vida, de Norman Taurog (1954)
- Viento salvaje, de George Cukor (1957)
- Heller in Pink Tights, de George Cukor (1960)

### Guionista (Parcial)
- The Picket Guard, de Allan Dwan (1913)
- The Coming of the Law, de Arthur Rosson (1919)

### Actor
- Un remedio para la adicción al póquer, de Laurence Trimble (1912)
- The Great Diamond Robbery (1912)
- The Spirit of the Flag, de Allan Dwan (1913)
- The Mystery of Yellow Aster Mine, de Frank Borzage (1913)
- The Gratitude of Wanda, de Wallace Reid (1913)
- Criminals, de Allan Dwan (1913)
- The Lie, de Allan Dwan (1914)